# ユーリ・シャーギン
ユーリ・シャーギン（Yuri Georgiyevich Shargin、ロシア語:Юрий Георгиевич Шаргин、1960年3月20日-）は、ロシア宇宙軍の宇宙飛行士である。
ロシア・ソビエト連邦社会主義共和国サラトフ州エンゲリスで生まれた。離婚歴があり、子供が2人いる。
シャーギンはレニングラードの軍事技術アカデミーで航空工学を学び、ロシア宇宙軍の中佐となった。1996年2月9日に宇宙飛行士に選ばれた。
彼は2004年に、国際宇宙ステーションを訪れるソユーズTMA-5のフライトエンジニアに選ばれた。シャーギンは秘密のミッションを持って宇宙を飛行した初めての軍人であると言われている。